# Loro Piceno
Loro Piceno (/ˈlɔro piˈtʃεno/ ) è un comune italiano di 2 154 abitanti della provincia di Macerata nelle Marche. È noto per l'alta qualità nella produzione del vino cotto.

## Geografia fisica

### Territorio
Loro Piceno si trova sulla sommità di una collina in lieve declivio, in una zona compresa tra Macerata e San Ginesio, a sud del torrente Fiastra.
Il centro storico è rimasto pressoché intatto, con l'unica eccezione dell'area posta a margine del Castello dei Signori di Loro o Palazzo di Gualtiero (denominato impropriamente Castello dei conti Brunforte), nei pressi di Porta Pia, interessata da un intervento edilizio negli anni Ottanta del Novecento.
La parte più recente è sorta in uscita dal Viale della Vittoria, verso ovest (San Paterniano), ed in un'area più ristretta verso est (Vignali Bagnere).

## Storia
L'attuale nome richiama il fitonimo latino Laurus:  Castrum Lauri.
Un nucleo insediativo è attestato in epoca pre-romana; questo elemento è testimoniato dal ritrovamento nel 1943 di una stele funeraria, a caratteri Piceni, attualmente conservata presso il Museo archeologico nazionale di Ancona.
Di epoca romana, in località Vignali-Bàgnere, è ben conservato il cosiddetto Nymphaeum delle Bàgnere (datato seconda metà III sec. a.C), all'epoca facente parte dell'ager Pollentinus-Urbisalviensis.
Evidenze d'epoca romana rimangono presso la sorgente del torrente Bàgnere la "Fonte per tutti", un presunto fontanile ricavato molto probabilmente da un Ninfeo a facciata, sostenuto sulla sinistra da un grosso
muro di contenimento.
Il castello dei Signori di Loro, appartenuto originariamente ai monaci benedettini dell'abbazia di San Clemente a Casauria, nel 1101 viene ceduto dai fratelli Odemondo, Tresedio e Rimo del fu Landolfo al vescovo aprutino Guidone, mentre nel XII secolo passa ai monaci cistercensi della vicina abbazia di Fiastra; situato nella parte più alta del paese (il monte Gemulo), caratterizza la storia di Loro, il cui nome sembrerebbe legato al lauro e appunto al suo castello (Castrum Lauri).
Successivamente, nel XIII secolo (febbraio 1299), il libero comune di Loro (l'attuale denominazione con l'appellativo "Piceno" è successiva all'Unità d'Italia) venne attratto nell'area dei castelli appartenenti a Fermo.
L'attuale assetto urbanistico di Loro, identico a quello già esistente in epoca medievale, è suddiviso in quartieri San Benedetto, San Francesco, Santa Lucia e San Giovanni ... "olim San Giorgio".

## Monumenti e luoghi d'interesse
- Palazzo di Gualtiero (impropriamente detto castello Brunforte)
- Chiesa del Corpus Domini, con annesso Monastero delle Monache Domenicane (presso il Palazzo di Gualtiero impropriamente denominato Castello Brunforte, sul Girone, la parte più alta del paese)
- Chiesa della Madonna delle Grazie (in direzione di Sant'Angelo in Pontano)
- Chiesa della Madonna del latte (località Varco)
- Chiesa di San Giorgio (nel centro storico)
- Chiesa di Santa Lucia (nel centro storico, ex parrocchia)
- Chiesa di Santa Maria di Piazza (sulla Piazza Matteotti, centro del paese)
- Chiesa di San Lorenzo (nella frazione di Borgo San Lorenzo)
- Chiesa e Convento di San Francesco d'Assisi e relativo chiostro (convento francescano, attuale casa di riposo per anziani)
- Chiesa e Convento di Sant'Antonio di Padova (ex convento dei Cappuccini, presso l'attuale cimitero)
- Chiesa di San Rocco
- Chiesa di S. Giuseppe o di Santa Maria della Congregazione detta del Castelluccio
- Cappella di San Michele Arcangelo (villa Anitori)
- Ospedale di San Giorgio
- Monte frumentario
- Museo civico delle due Guerre Mondiali, presso il castello Brunforte, con uniformi e armi originali, e ricostruzioni dell'epoca
- Nymphaeum delle Bàgnere (in contrada Vignali-Bàgnere, seconda metà III sec. a.C.)
- Palazzo comunale, su disegno dell'architetto Pietro Augustoni (inizi XIX secolo)
- Porta Pia, realizzata nel 1847 e dedicata a Pio IX

## Società

### Evoluzione demografica
Abitanti censiti

### Etnie e minoranze straniere
Gli stranieri residenti a Loro Piceno al 1º gennaio 2011 sono 278 e rappresentano l'11,1% della popolazione residente.

La comunità straniera più numerosa è quella proveniente dalla Repubblica di Macedonia con 96 residenti, il 34,5% di tutti gli stranieri presenti sul territorio, seguita dal Regno Unito, 35 (12,6%) e dall'Albania, 33 (11,9%).

## Economia

### Artigianato
Tra le attività economiche più tradizionali, diffuse e attive vi sono quelle artigianali, come la rinomata arte della tessitura, finalizzata alla realizzazione di tappeti e di altri prodotti caratterizzati da motivi artistici pregiati, e la lavorazione della pelletteria.

## Amministrazione
| Periodo        | Periodo        | Primo cittadino   | Partito               | Carica  | Note   |
| -------------- | -------------- | ----------------- | --------------------- | ------- | ------ |
| 6 giugno 1985  | 31 maggio 1990 | Mario Verdicchio  | Democrazia Cristiana  | Sindaco | [ 10 ] |
| 31 maggio 1990 | 24 aprile 1995 | Claudio Tedeschi  | Democrazia Cristiana  | Sindaco | [ 10 ] |
| 24 aprile 1995 | 14 giugno 1999 | Claudio Tedeschi  | Centro-destra         | Sindaco | [ 10 ] |
| 14 giugno 1999 | 14 giugno 2004 | Claudio Tedeschi  | Centro-destra         | Sindaco | [ 10 ] |
| 14 giugno 2004 | 26 maggio 2009 | Daniele Piatti    | Lista civica          | Sindaco | [ 10 ] |
| 26 maggio 2009 | 26 maggio 2014 | Daniele Piatti    | Lista civica          | Sindaco | [ 10 ] |
| 26 maggio 2014 | 27 maggio 2019 | Ilenia Catalini   | Cambiamo Loro Piceno  | Sindaco | [ 10 ] |
| 27 maggio 2019 | 10 giugno 2024 | Robertino Paoloni | Insieme per il Futuro | Sindaco | [ 10 ] |
| 10 giugno 2024 | in carica      | Robertino Paoloni | Insieme per il Futuro | Sindaco | [ 10 ] |

### Gemellaggi
- Sankt Nikolai im Sausal, dal 23 agosto 1986[senza fonte]

## Sport

### Calcio a 11 e calcio a 5
La Lorese milita nel campionato di Promozione.
Al campo da calcio sintetico di Loro Piceno gioca l'AVIS Ripe San Ginesio del vicino paese.
Il paese ha anche una squadra di calcio a 5, il Castrum Lauri che ha ottenuto la promozione in Serie C2 poche stagioni fa, la squadra del Castrum Lauri gioca le partite casalinghe nella palestra del vicino comune Ripe San Ginesio.

## Galleria d'immagini

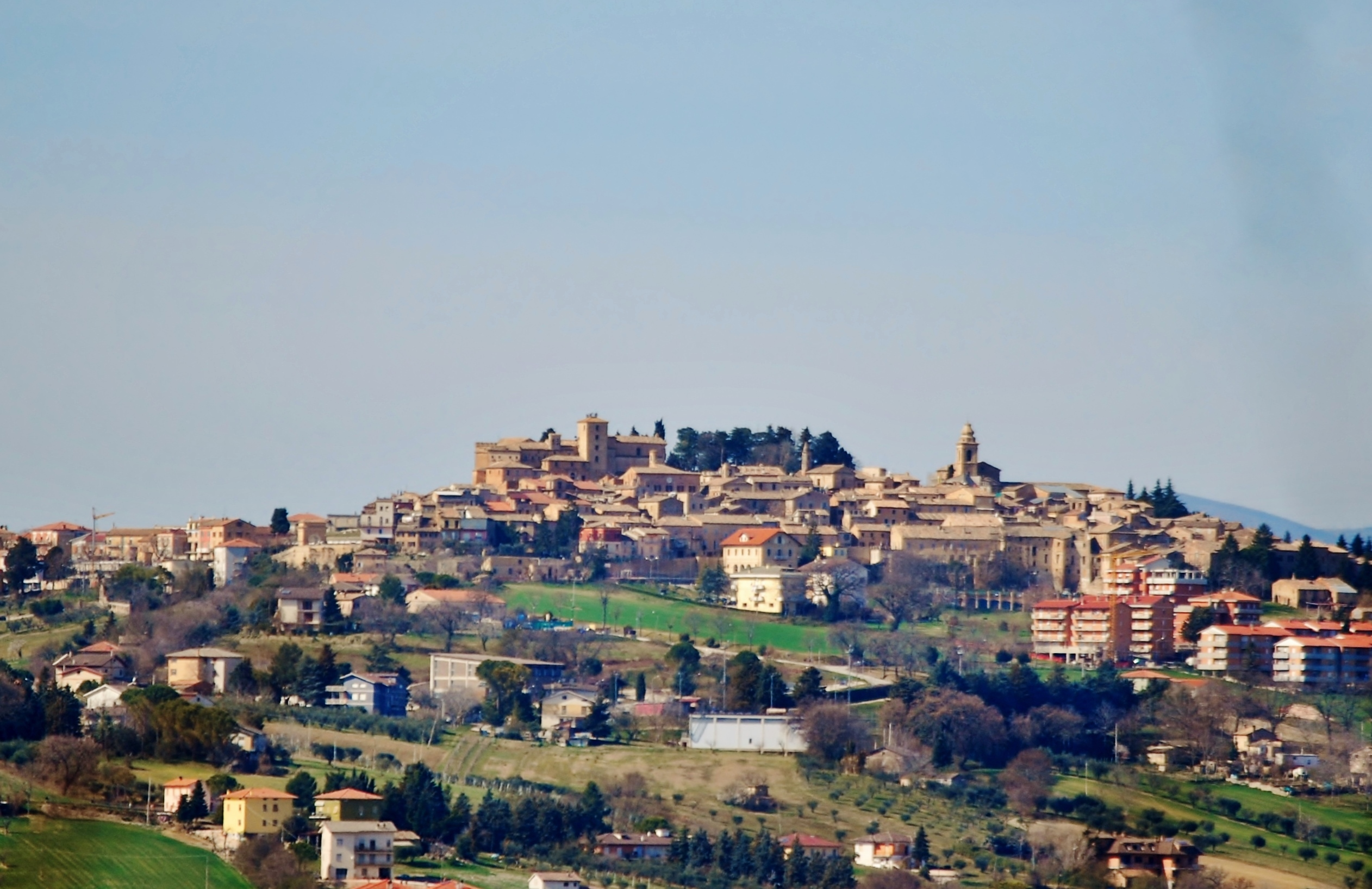
Veduta di Loro Piceno
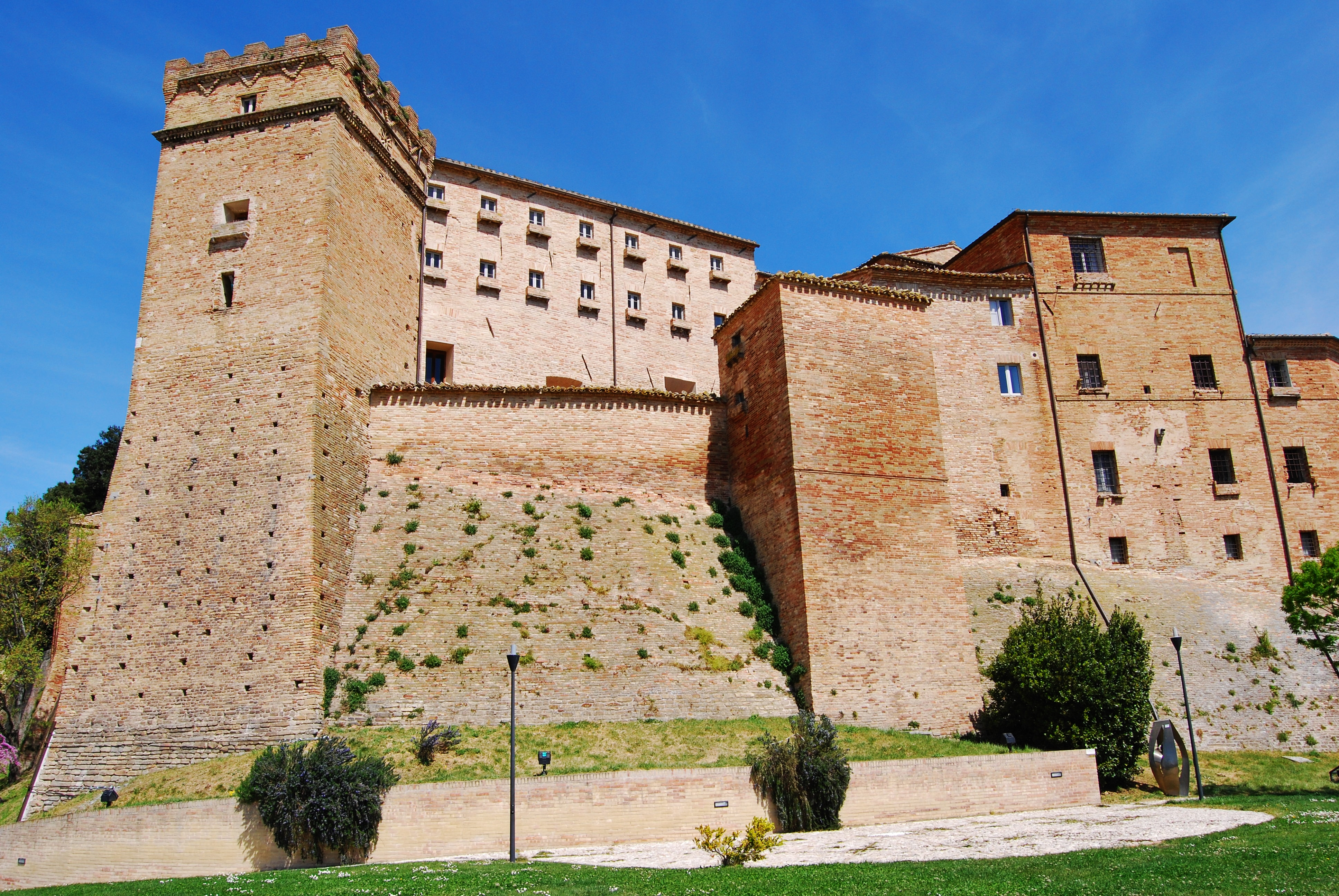
Castello Brunforte
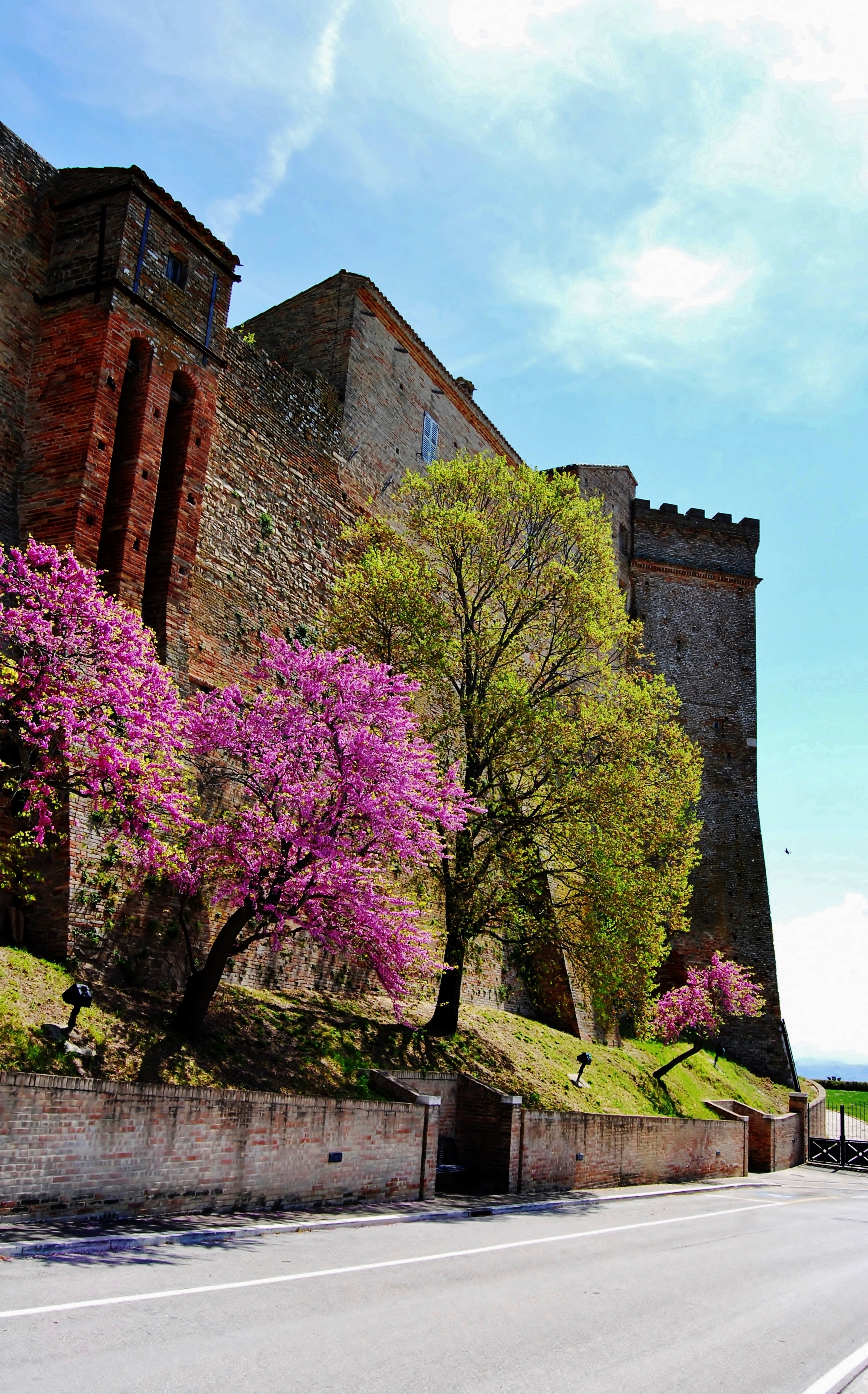
Le Mura
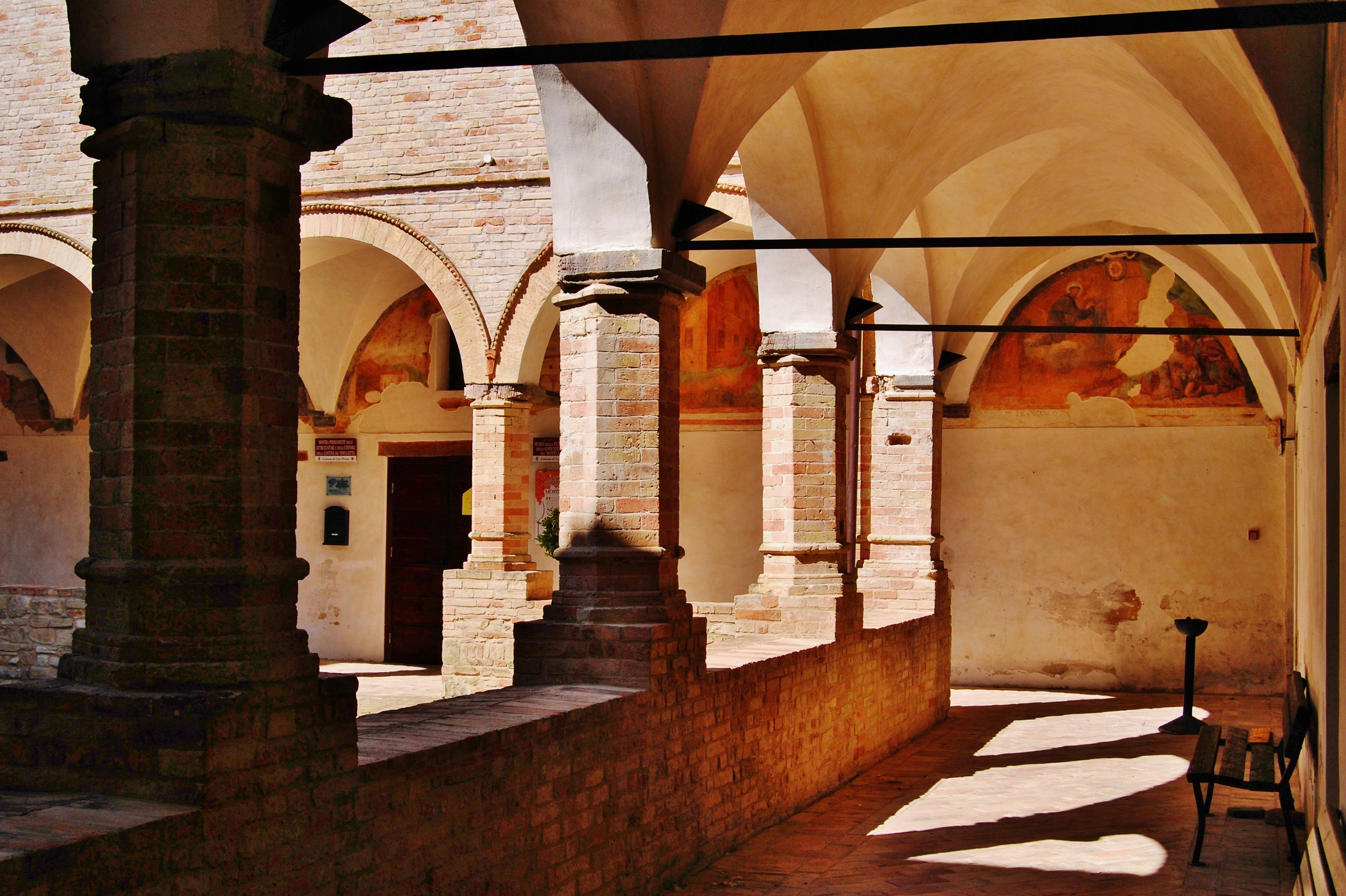
Chiostro di San Francesco
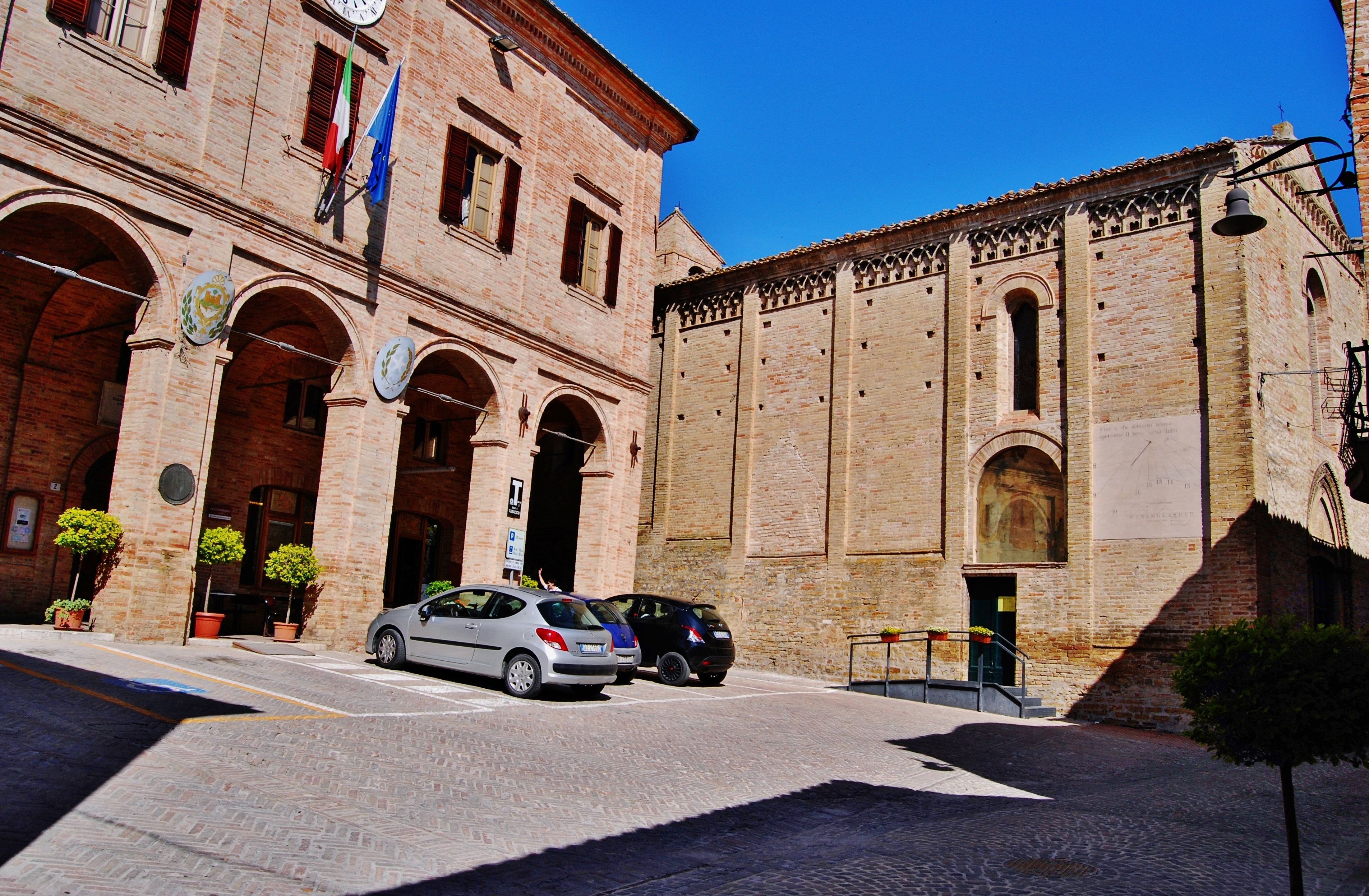
Palazzo Comunale e Chiesa di S. Maria di Piazza